# Gheorghe Naghi
Gheorghe Naghi, Gheorghe Nagy (Egyedhalma, 1932. augusztus 18. – 2019. március 10.) román filmrendező, színész.

## Filmjei
- După concurs (1955, rövidfilm)
- Două lozuri (1957)
- D-ale carnavalului (1958)
- Telegrame (1960)
- Bădăranii (1960, Sică Alexandrescuval)
- Lumina de iulie (1963)
- Globul de cristal (1964, rövidfilm)
- Vremea zăpezilor (1966, színész is)
- Cine va deschide ușa? (1967, színész is)
- Két élet egy halálért (Doi bărbați pentru o moarte) (1969)
- Legende contemporane (1972, dokumentumfilm)
- A Farkassziget rejtélye (Aventurile lui Babușca) (1973, színész is)
- Viața obligată (1974, rövidfilm)
- A fiatalság elixírje (Elixirul tinereții) (1975, színész is)
- Alarmă în deltă (1976, színész is)
- Reacții (1976, rövidfilm)
- Ultima poveste (1976, rövidfilm)
- Ciocolata cu alune (1979, színész is)
- Dumbrava minunată (1981)
- Fiul munților (1981)
- Acțiunea Zuzuc (1984)
- Taina jocului de cuburi (1989)
- De-aș fi Peter Pan (1991)